# Administración Federal de Suiza
La Administración Federal de Suiza (en alemán: Bundesverwaltung; en francés: Administration fédérale; en italiano: Amministrazione federale; en romanche: Administraziun federalaⓘ) es el conjunto de organismos que constituyen, junto con el Consejo Federal, el poder ejecutivo de la Confederación Suiza. La Administración tiene a su cargo la ejecución de las leyes federales y la preparación de proyectos de ley y políticas para el Consejo Federal y la Asamblea Federal.
La Administración se compone de siete departamentos federales y la Cancillería Federal. Los departamentos son el equivalente aproximado a los ministerios de otros Estados, pero su alcance es generalmente más amplio. Cada departamento está formado por distintas oficinas federales (cada una de las cuales está encabezada por un director) y por diversas agencias. La Cancillería Federal, dirigida por el canciller de la Confederación, actúa como un octavo departamento en determinadas cuestiones.

## Consejo Federal
La Administración en su totalidad está dirigida por el Consejo Federal, y el Consejo Federal y la Administración están sujetos al control parlamentario por parte de la Asamblea Federal. Cada miembro del Consejo Federal es, también, jefe de uno de los siete departamentos. El Consejo Federal tiene la facultad exclusiva de decidir sobre la competencia y la composición de los departamentos y para tomar todas las decisiones ejecutivas que no estén encomendadas por ley a un departamento determinado o a la Cancillería. El Consejo también decide a cuál de sus miembros corresponde dirigir cada uno de los departamentos, aunque es habitual que los consejeros elijan por orden de antigüedad.
La falta de un liderazgo jerárquico en el Consejo ha propiciado que los departamentos hayan adquirido una autonomía considerable, al punto que el Ejecutivo federal ha sido calificado como "siete gobiernos departamentales coexistentes."

## Composición
Entre 1954 y 1990 aproximadamente el dos por ciento de la población residente en Suiza eran empleados federales. Este porcentaje ha ido disminuyendo desde entonces debido a recortes en el Ejército y la parcial privatización de las empresas federales, tales como el PTT (Post, Telegraph, Telephone) (ahora Swisscom y Swiss Post ). A partir de 2008 la Confederación empleó a unas 102.000 personas, casi 32.000 de las cuales estaban trabajando para empresas federales, como el Servicio de Correos y los Ferrocarriles Federales Suizos.